# Unidad Profesional Interdisciplinaria en Ingeniería y Tecnologías Avanzadas
La Unidad Profesional Interdisciplinaria en Ingeniería y Tecnologías Avanzadas (UPIITA) es una escuela de nivel superior y posgrado del Instituto Politécnico Nacional (I.P.N.) localizada en la Ciudad de México en México.
Fue fundada en 1996. Imparte las carreras interdisciplinarias de Telemática Perfil del Técnico o Ingeniero Telemático, Ingeniería Telemática, Ingeniería Mecatrónica, Ingeniería Biónica, Ingeniería en Energía, así como la Maestría en Tecnología Avanzada y el Doctorado en Tecnología Avanzada.
Se trata de una Unidad destinada al establecimiento de opciones educativas de calidad, a nivel superior y posgrado, en el ámbito de las tecnologías avanzadas como respuesta a la tendencia mundial hacia la competitividad y globalización, aunada al vertiginoso avance de la ciencia y la tecnología en todas las áreas del saber humano y su impacto en el sector industrial.
UPIITA, es miembro de la única ingeniería en red académica con otras escuelas superiores dentro del Instituto Politécnico Nacional; ISISA (Ingeniería en Sistemas Automotrices), dentro de su actual oferta educativa para dicha ingeniería, cuenta con una opción terminal de especialidad basada en Control de Sistemas Automotrices (Seguridad y confort).

## Historia
En el año de 1994, la Dirección General del I.P.N. propuso la creación de la Unidad Profesional Interdisciplinaria en Ingeniería y Tecnologías Avanzadas (UPIITA). Este proyecto fue supervisado por la Secretaría Académica y la Dirección de Estudios Profesionales en Ingeniería y Ciencias Físico Matemáticas en coordinación con la Escuela Superior de Cómputo (ESCOM) del Instituto Politécnico Nacional.
Se creó así una Unidad con carácter interdisciplinario para el establecimiento de opciones educativas de calidad, a nivel superior y posgrado, en el ámbito de las tecnologías avanzadas; como respuesta a la tendencia mundial hacia la competitividad y globalización, aunada al vertiginoso avance de la ciencia y la tecnología en todas las áreas del saber humano y su impacto en el sector industrial.
La UPIITA inició sus labores académicas a partir del primer período lectivo 1996-1997, y en ese entonces recibió a 236 alumnos en el primer semestre. En la segunda generación se tuvo un ingreso de 207 alumnos, en la tercera de 262 alumnos y en la cuarta de 338 alumnos.
Las carreras que desde entonces se ofrecen son: Ingeniería Biónica, Ingeniería Mecatrónica, Ingeniería Telemática e Ingeniería en Energía (últimamente agregada al plan de estudios); carreras que por sus características vanguardistas y alto nivel de estudios, han sido de gran interés para las nuevas generaciones de estudiantes que egresan del nivel medio superior en el país.
Para el arranque de sus labores que corresponden a la primera generación, se utilizaron algunos salones del edificio de laboratorios de la Escuela Superior de Cómputo. A partir de agosto de 1997, se traslada a las instalaciones que actualmente ocupa y son construcciones con características modernas como alumbrado automático, piso falso en los espacios destinados para laboratorios de cómputo, así como acabados en madera que les hacen lucir acorde a las expectativas de desarrollo de la Unidad.
La construcción del edificio de laboratorios inició el 10 de mayo de 1999, y quedó terminado durante el 2000. Este edificio de laboratorios, ocupa una superficie de mil 552 metros cuadrados y consta de planta baja y dos pisos. La obra terminada tiene un total de 4 mil 656 metros cuadrados.
Respecto a los planes y programas de estudio de las tres carreras que se imparten en la Unidad, se concluyó finalmente el proceso de aprobación oficial, por parte de la Comisión de Planes y Programas de Estudio del Consejo General Consultivo del I.P.N. el 24 de mayo de 1999.
En 2007 se aprobó el programa de Maestría en Tecnología Avanzada, en las áreas de ingeniería electromagnética, tecnologías fotónicas y procesamiento de señales.
El Programa de Doctorado en Tecnología Avanzada fue autorizado el 28 de enero de 2011 por el Consejo General Consultivo del IPN, iniciando operaciones el 21 de febrero del mismo año, con líneas de investigación en nanomateriales, fenómenos cuánticos y fenómenos de transporte.
En el 2018 comenzara la primera generación de estudiantes que cursaran la carrera de Ingeniería en Energía.

### Comienzos
La UPIITA inició sus labores académicas a partir del primer período lectivo 1996-1997, y en ese entonces recibió a 236 alumnos en el primer semestre. En la segunda generación, se tuvo un ingreso de 207 alumnos, en la tercera de 262 alumnos y en la cuarta de 338 alumnos. 
La primera generación egresó al inicio del primer período lectivo 2001-2002. Para el arranque de sus labores que corresponden a la primera generación, se utilizaron algunos salones del edificio de laboratorios de la ESCOM. A partir de marzo de 1997, se traslada a las instalaciones que actualmente ocupa y son construcciones con características modernas como alumbrado automático, piso falso en los espacios destinados para laboratorios de cómputo, así como acabados en madera que les hacen lucir acorde a las expectativas de desarrollo de la Unidad.

### Desarrollo de su infraestructura
La construcción del edificio de laboratorios inició el 10 de mayo de 1999, y quedó terminado durante 2000. Este edificio de laboratorios, ocupa una superficie de 1.552 metros cuadrados y consta de planta baja y dos pisos. La obra terminada tiene un total de 4.656 metros cuadrados. Actualmente se cuenta con 5 edificios y un área deportiva compartida con UPIBI.

### Escudo
El escudo de la Unidad se obtuvo como resultado de un segundo concurso para el diseño del escudo, y correspondió al trabajo ganador presentado por el alumno Abraham Ulises Chávez Ramírez. Este resultado se publicó oficialmente en el boletín de la UPIITA del mes de marzo-abril del 2000.
Esta imagen institucional busca expresar en armonía las actividades que se realizan en esta Unidad integrándolas en un símbolo totalmente abstracto.
La simbología utilizada en el diseño tiene dos acepciones en cuanto a interpretación.
El primer significado está basado en tres términos clave del nombre de la Unidad: la unidad, la interdisciplina y la tecnología. El concepto de interdisciplina es difícil de mostrar gráficamente, por ello este diseño lo muestra con aros entrelazados en forma abstracta con una perspectiva que permite ver en él el dinamismo presente en la tecnología y sus constantes avances; la comunión con los otros conceptos se logra al compactar en un solo símbolo, una sola unidad como se pretende en la UPIITA.
El segundo significado complementa al primero al encontrar representadas en esta imagen a dos señales desfasadas, las cuales son típicas de muchos fenómenos que se encuentran en la práctica cotidiana de las carreras que se imparten en la Unidad (Ingeniería Biónica, Ingeniería Mecatrónica e Ingeniería Telemática).
También se hace alusión en una forma más particular a la Ingeniería Telemática, en donde éstas señales representan información, la cual se procesa, se almacena y viaja por todas partes en un ciclo continuo y dinámico.
Para la Ingeniería Biónica, la forma del símbolo es similar a una cadena de ADN presente en los organismos biológicos. La textura metálica utilizada en el diseño en su versión a color, así como su trazo, nos remite a conceptos de estabilidad que son propios de la Ingeniería Mecatrónica.
En 2011 se cambió el logotipo para agregar las letras IPN junto al nombre de la escuela, quedando oficialmente "UPIITA-IPN" bajo el logotipo de la unidad.

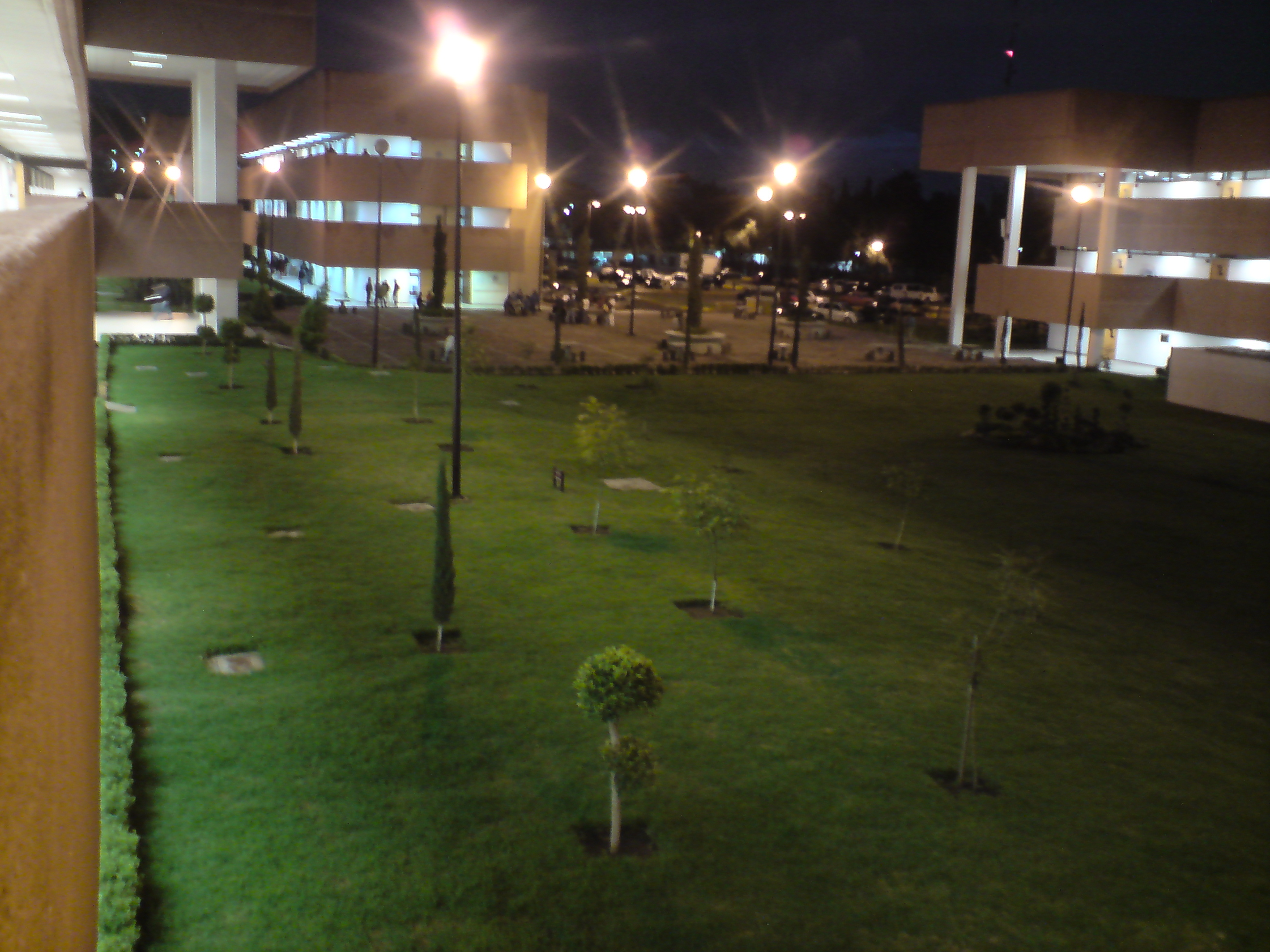
UPIITA frontal

## Planes de estudio
Respecto a los planes y programas de estudio de las tres carreras que se imparten en la Unidad, se concluyó finalmente el proceso de aprobación oficial, por parte de la Comisión de Planes y Programas de Estudio del Consejo General Consultivo del IPN el 24 de mayo de 1999.
La Unidad Profesional Interdisciplinaria en Ingeniería y Tecnologías Avanzadas (UPIITA) se define como la unidad de educación superior del Instituto Politécnico Nacional (IPN), con modelo interdisciplinario, dedicada a la formación integral de profesionistas en ingeniería biónica, mecatrónica, telemática y energía. 
UPIITA establece como paradigma la excelencia permanente. Orienta los esfuerzos de su comunidad hacia el desarrollo social sustentable mediante la generación y aplicación de sus conocimientos científicos, tecnológicos y humanísticos.
En el año 2009 se instauró un cambio en el plan de estudios en las tres carreras impartidas separando el tronco común. Con este cambio, los alumnos desde el primer semestre cursan materias relacionadas con su carrera.

## Asociaciones Estudiantiles
La Unidad Profesional Interdisciplinaria en Ingeniería y Tecnologías Avanzadas (UPIITA) tiene organizaciones estudiantiles que agrupan a estudiantes voluntarios en grupos autogestionados con un profesor responsable, de las más antiguas y destacadas están La Rama IEEE UPIITA, SAE UPIITA, Club de Minirobótica UPIITA.